# Acracia Sarasqueta
Acracia Sarasqueta (Panamá, 14 de abril de 1913 - 17 de septiembre de 2000) fue una escritora, abogada, bibliotecaria y diputada panameña.

## Biografía
Hija de Pedro Sarasqueta Ugarte (Vascoespañol) y María Dominga Castillero ( Panameña). Segunda de 10 hermanos.
Realizó sus estudios primarios en la Escuela de Niños de San Felipe y posteriormente en la Escuela República de Argentina. Realizó sus estudios secundarios en el Instituto Nacional, graduándose en 1931. Estudió por tres años en la Escuela Libre de Derecho y luego ingresó a la Facultad de Derecho de la Universidad de Panamá. Se graduó como la primera panameña en alcanzar el primer puesto de la promoción.
Como abogada, fue defensora de oficio en el distrito de Pesé, provincia de Herrera y también fue juez de circuito. Desde 1952 hasta 1956 fue elegida como una de las primeras mujeres en ser diputada de la Asamblea Nacional de Panamá.
Posteriormente estudió bibliotecología en la Universidad de Panamá. Trabajó en varios centros culturales como la Asociación Panameño-Norteamericana (en el que fue directora), en la Biblioteca Nacional de Panamá, en la Universidad de Panamá y en el Instituto Albert Einstein.

## Novela
Como escritora, fue una de las primeras exponentes contemporáneas de la narrativa. Sus obras se enfocan en ambientes rurales y en asuntos históricos.
Su primera novela fue El Señor Don Cosme (1955), seguido por El Guerrero (1962) que obtuvo el tercer lugar en el Concurso Ricardo Miró. Con Valentín Corrales, el panameño (1966) consigue el segundo lugar del Concurso Ricardo Miró.
No sería hasta 1979, con la publicación de Una dama de primera, de carácter romántico, en el que logra ganar el primer lugar del Concurso Ricardo Miró de dicho año.
También ha escrito obras de teatro.

## Obras
- El Señor Don Cosme
- El Guerrero
- Valentín Corrales, el panameño
- Una dama de primera
- 7 Cuentos para adolescentes
- Noche de triunfo: drama patriótico en un acto